# Marcha sobre Washington
A Marcha sobre Washington por Trabalho e Liberdade foi uma Manifestação política de grandes proporções ocorrida na cidade de Washington D.C., capital dos Estados Unidos, em 28 de agosto de 1963, organizada e liderada, entre outros, pelo advogado, pastor, ativista dos direitos humanos e pacifista Martin Luther King, que reuniu mais de 250 000 pessoas na cidade para clamar, discursar, orar e cantar por liberdade, trabalho, justiça social e pelo fim da segregação racial contra a população negra do país.
Durante o dia, manifestantes de todas as partes do país, cuja maior percentagem era de negros (75 a 80%), chegaram a Washington, muitos deles após caminharem pelas estradas, para a manifestação programada pelas lideranças negras dos EUA, causando grande preocupação ao governo do Presidente John Kennedy, um político simpático à causa, de que a aglomeração acabasse a causar conflitos e transtornos irreparáveis, que prejudicassem a aprovação da legislação dos direitos civis, então em curso de aprovação pelo Congresso e manchasse a imagem do país internacionalmente.
Entretanto, esses temores não se concretizaram, com o ato transcorrendo em profunda ordem e civismo, e a sua repercussão mundial o tornou na maior força política para a aprovação das leis de direitos civis e direito de voto, em 1964 e 1965.

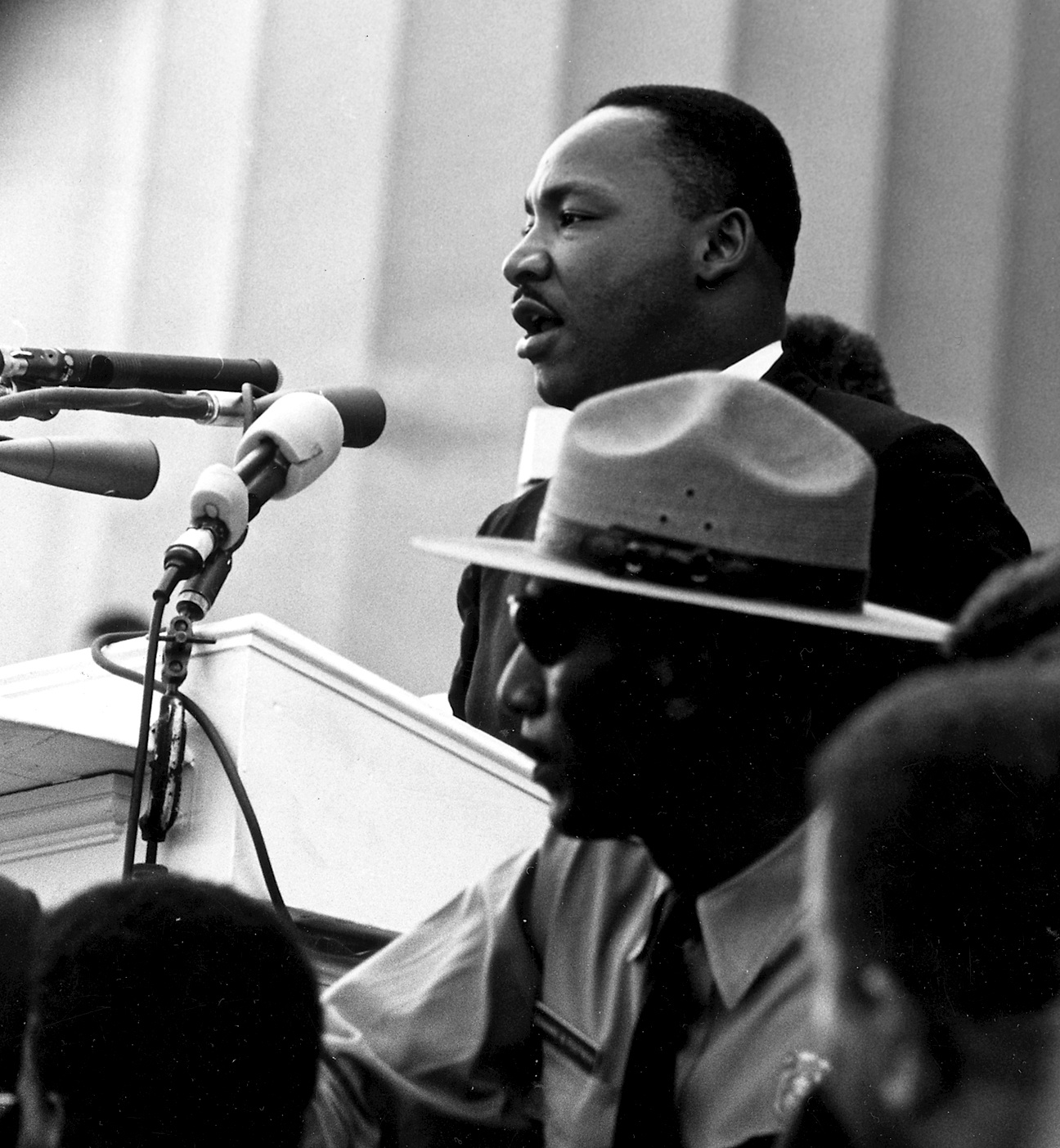
Martin Luther King discursa: "Eu tenho um sonho!"

Foi nesta manifestação de massas que Luther King fez o discurso com a frase que entraria para a história da oratória americana e seria adaptada e copiada a partir dali por oradores de todos os tipos de causas em todas as partes do mundo: “Eu tenho um sonho!” (I Have a Dream!)”.
Entre líderes civis, políticos, personalidades e artistas que discursaram, cantaram ou apenas manifestaram apoio com a sua presença neste dia, estavam diversos líderes de sindicatos, congressistas, o Arcebispo de Washington, Cardeal Patrick O’Boyle, líderes civis como Bayard Rustin, Gordon Parks, o escritor James Baldwin, astros de cinema como Marlon Brando, Harry Belafonte, Sidney Poitier e Charlton Heston, estrelas de musicais como Josephine Baker, e cantores como Joan Baez, Mahalia Jackson e Bob Dylan, o último a se apresentar ao povo após o discurso de Luther King.